# Alamode Island
Alamode Island (früher: Terra Firma Island) ist die südöstlichste und größte Insel der Terra Firma Islands vor der Küste der Antarktischen Halbinsel. Sie liegt in der Marguerite Bay vor der Westküste des Grahamlands.
Westlich der Insel liegt Dumbbell Island, vor ihrer südwestlichen Küste liegt Pigmy Rock.

## Geschichte
Die Insel wurde von der British Graham Land Expedition (BGLE) unter John Rymill im Jahr 1936 entdeckt und erkundet. Sie erhielt zuerst den Namen Terra Firma Island, nachdem eine Gruppe der Expedition, die Depots anlegen sollte, hier nach dem Auseinanderbrechen des Meereises kampierte. Dieser Name wurde jedoch später der gesamten Inselgruppe gegeben.
Ihren heutigen Namen erhielt sie vom Falkland Islands Dependencies Survey (FIDS) nach einer erneuten Untersuchung der Insel im Jahr 1948 aufgrund der Ähnlichkeit mit einem „Pie à la Mode“, einem Obstkuchen, der oft mit einer Eiskugel darauf serviert wird.

## Flora
Alamode Island ist der südlichste Ort, an dem die Antarktische Schmiele (Deschampsia antarctica) und der Antarktische Perlwurz (Colobanthus quitensis), die beiden einzigen Samenpflanzen der Antarktis, vorkommen.

## Geologie
Die Insel besitzt steile Felsklippen, die von einer Kuppe aus Fels und Schnee überragt werden, die sich bis zu einer Höhe von 320 Metern erhebt.
Auf der Insel findet sich eine mehrere tausend Quadratmeter große, relativ flache Ebene, deren Fels aus dunkelgrauen felsitischen Vulkan-Brekzien besteht. Auf dieser Ebene finden sich mehrere rosafarbene Granit-Findlinge. Während einer Zeit stärkerer Vergletscherung erstreckte sich die Eisdecke des Festlands bis hinaus zu den Terra Firma Islands und darüber hinaus. Fragmente von Granit und anderen Gesteinen wurden dabei vom Festland und unterseeischen Gesteinsformationen abgetragen und vom Eis bis zu dieser Ebene mitgeschleift.